# Омельченко Іван Олексійович
Іван Олексійович Омельченко (1 вересня 1925 — 9 листопада 1982) — учасник Німецько-радянської війни, телефоніст 329-ї окремої роти зв'язку 203-ї Запорізької стрілецької дивізії 12-ї армії 3-го Українського фронту, червоноармієць, Герой Радянського Союзу.

## Біографія
Народився 1 вересня 1925 року на хуторі Васецький Звєревського району (нині Красносулинського району) Ростовської області у сім'ї селянина. Українець. Тато його був військовим, служив спочатку  в Середній Азії, а потім у Воронезькій області.
Закінчив 7 класів у школі Звєревського району. Працював у колгоспі імені Комінтерна.
З липня 1942 по січень 1943 років був на окупованій ворогом території.
З 1 березня 1943 року у Червоній Армії на фронті. Воював на Південно-Західному, 3-му і 2-му Українських фронтах. Член ВКП(б) з грудня 1944 року. У боях тричі поранений.
Телефоніст червоноармієць Іван Омельченко відзначився 26 жовтня 1943 року в боях при форсуванні Дніпра у районі селища Новий Кичкас (нині у межі міста Запоріжжя). Під сильним вогнем противника, на пробитому уламками човні переправився через річку, проложив кабельну лінію і встановив зв'язок командира з десантними загонами на плацдармі.
З січня 1945 року — курсант Київського танкового училища імені маршала Тимошенка.
З грудня 1945 року — молодший лейтенант, пізніше лейтенант у запасі, потім у відставці.
У 1955 році закінчив  Ростовську сільськогосподарську школу. Працював заступником голови колгоспу «Червоний партизан» Красносулинського району, агрономом, а з 1970 року — електромонтером вузла зв'язку виробничого об'єднання «Гукововугілля» Ростовської області.

## Нагороди
- Указом Президії Верховної Ради СРСР від 19 березня 1944 року за зразкове виконання бойових завдань командування на фронті боротьби з німецько-нацистськими загарбниками і прояв при цьому мужності і героїзму червоноармійцю Омельченку Івану Олексійовичу присвоєно звання Героя Радянського Союзу з врученням ордену Леніна і медалі «Золота Зоря» (№ 3410).
- Нагороджений медалями медаль «За бойові заслуги» (26.10.1943), «За перемогу над Німеччиною».

## Пам'ятка
- Ім'я Омельченко носить одна з вулиць міста Гуково, на якій жив Герой Радянського Союзу. На ній досі стоїть скромний будиночок, у якому він помер.
- У Гуківському краєзнавчому музеї є експозиція про земляка-героя. Тут виставлені його особисті речі, нагороди, Грамота Президії Верховної Ради СРСР про присвоєння звання «Героя Радянського Союзу».
- Меморіальна дошка в пам'ять про Омельченка встановлена Російським військово-історичним товариством на будівлі Новоровенецької основної загальноосвітньої школи, де він навчався.
- На Алеї Героїв у місті Красний Сулин Ростовської області встановлено його барельєф.